# Język taaloki
Język taaloki (taloki, taluki, talloki) – język austronezyjski używany w prowincji Celebes Południowo-Wschodni w Indonezji. Według danych szacunkowych z 2005 r. posługuje się nim 550 osób.
Jego użytkownicy zamieszkują rejon dwóch wsi: Maligano (na północno-zachodnim wybrzeżu wyspy Buton) i Wakalambe (kecamatan Kapontori, w południowej części wyspy). Powszechna jest wielojęzyczność (muna, indonezyjski). W pewnym zakresie są znane języki wolio i kulisusu.
Rola taaloki ogranicza się do wąskiego spektrum domen komunikacyjnych (kontakty domowe i sąsiedzkie). Rodzimy język nie jest znany osobom z zewnątrz. W edukacji, środkach masowego przekazu i komunikacji pisanej zasadniczą rolę odgrywa język indonezyjski. Dominującym językiem regionalnym jest muna. Najbliżej spokrewnione języki to kulisusu i koroni.
Istnieją różne formy ortograficzne nazwy tego języka i grupy etnicznej. Wśród samych użytkowników języka preferowana jest forma pisowni „taaloki”; inne spotykane warianty zapisu to „taloki” i „talloki”, a lokalną formą „taluki” posługują się osoby spoza społeczności Taaloki. Ludność Taaloki bywa też określana mianem To Koroni; grupy Taaloki i Koroni łączą bowiem bliskie związki historyczne i językowe.
Potencjalnie zagrożony wymarciem, do czego przyczynia się presja innych języków. Stwierdzono wzrost roli języka narodowego, który staje się preferowanym środkiem komunikacji.
Na istnienie języka taloki wskazał R. van den Berg w pracy z 1991 r.